# جی‌تی‌ای ۴
اتومبیل‌دزدی بزرگ ۴ (به انگلیسی: Grand Theft Auto IV) که با نام‌های اختصاری‌اش، جی‌تی‌اِی ۴ یا جی‌تی‌اِی آی‌وی (به انگلیسی: GTA IV) نیز شناخته می‌شود، یک بازی ویدئویی اکشن-ماجراجویی است که راک‌استار نورث آن را توسعه داده و راک‌استار گیمز منتشر کرده است. این عنوان ششمین قسمت اصلی پس از اتومبیل‌دزدی بزرگ: سن آندریاس و در مجموع یازدهمین بازی در مجموعه اتومبیل‌دزدی بزرگ است که در سال ۲۰۰۸ منتشر شد. داستان بازی، ماجراهای یک کهنه سرباز از اروپای شرقی به نام نیکو بلیک را روایت می‌کند. او در شهر خیالی لیبرتی سیتی که بر اساس شهر نیویورک طراحی شده، درحالی که تحت فشار تبهکاران صاحب نامی قرار گرفته، در تلاش است تا از گذشته‌اش فاصله بگیرد. طراحی جهان باز بازی به بازیکنان اجازه می‌دهد آزادانه در شهر لیبرتی متشکل از سه جزیره اصلی و ایالت همسایه آن آلدرنی که از نیوجرسی الگوبرداری شده است، کاوش کنند.
بازی از نمای سوم شخص و جهان آن به صورت پیاده یا با وسایل نقلیه کنترل می‌شود. در تمام حالت تک نفره، بازیکنان نیکو بلیک را کنترل می‌کنند. یک حالت چند نفره آنلاین نیز در بازی گنجانده شده است که به حداکثر ۳۲ بازیکن این امکان را می‌دهد در نقش‌های مشارکتی یا رقابتی در همان فضای بازی تک نفره بازی کنند. بعدها دو بسته الحاقی برای بازی منتشر شد، گمشده و نفرین‌شده و حکایت گی تونی که داستان شخصیت‌های جدیدی را در همان خط داستانی اصلی بازی دنبال می‌کنند.
توسعه بازی بلافاصله پس از انتشار سن آندریاس آغاز شد. ارائه بازی به سبک و لحن واقعی‌تر و دقیق‌تری در مجموعه تغییر یافته‌بود. برخلاف عناوین قبلی، جی‌تی‌اِی آی‌وی جلوه‌های قوی سینمایی نداشت، زیرا تیم تلاش کرد به جای آن بر روی داستان تمرکز داشته باشد. تیم توسعه به عنوان بخشی از تحقیقات خود برای ارائه فضای جهان باز، تحقیقات میدانی گسترده‌ای را در نیویورک انجام داد و بیش از صدهزار عکس و چندین ساعت فیلم گرفت. سازندگان، جهانِ بازی را مهم‌ترین ویژگی می‌دانستند. اگرچه بزرگ‌ترین نقشه در این مجموعه نبود، اما جزئیات آن نسبت به بازی‌های قبلی افزایش یافته بود. بودجه بازی به بیش از ۱۰۰ میلیون دلار رسید و آن را به یکی از پرهزینه‌ترین بازی‌های ویدئویی منتشرشده تبدیل کرد.
جی‌تی‌اِی آی‌وی برای کنسول‌های پلی‌استیشن ۳ و ایکس باکس ۳۶۰ در آوریل ۲۰۰۸ و برای ویندوز در دسامبر منتشر شد. این بازی پس از انتشار، با تمجیدهایی به ویژه در روایت و طراحی جهان باز آن، مورد تحسین منتقدان قرار گرفت. این عنوان رکوردهای فروش صنعت بازی را شکست و به سریع‌ترین محصول سرگرمی تاریخ تبدیل شد که در روز اول به درآمد ۳۱۰ میلیون دلار و در هفته اول به فروش ۵۰۰ میلیون دلاری می‌رسد. این بازی یکی از مهم‌ترین عناوین نسل هفتم بازی‌های ویدئویی، و از نظر بسیاری از منتقدان به عنوان یکی از بهترین بازی‌های ویدیویی تمام دوران محسوب شد. بازی جوایز مختلفی از جمله جوایز بازی سال را از چندین نشریه بازی کسب کرد؛ تا سال ۲۰۱۳ با فروش بیش از ۲۵ میلیون نسخه به یکی از پرفروش‌ترین بازی‌های ویدئویی تبدیل شد. این بازی همچنین جنجال‌هایی را به همراه داشت و از نمایش خشونت در بازی و رانندگی بازیکنان در حالت مستی انتقاد شد. بازی بعدی، اتومبیل‌دزدی بزرگ ۵ (جی‌تی‌اِی وی) در سپتامبر ۲۰۱۳ عرضه شد.

## روند بازی
جی‌تی‌اِی آی‌وی یک بازی اکشن-ماجراجویی است که از دیدگاه سوم شخص انجام می‌شود. بازیکنان ماموریت‌هایی را با اهداف تعیین‌شده در سناریوهای خطی برای پیشرفت داستان انجام می‌دهند. بعضی از مأموریت‌ها باید همزمان انجام شوند، زیرا بازیکن برای اتمام این مأموریت‌ها، باید منتظر دستورالعمل‌ها یا رویدادهای دیگری باشد. بازیکنان می‌توانند در خارج از ماموریت‌ها، آزادانه در جهان باز بازی گشت و گذار کنند و ماموریت‌های اختیاری را تکمیل کنند. محیط بازی که از شهر خیالی لیبرتی سیتی تشکیل شده است، از نظر مساحت بزرگتر از بسیاری از بازی‌های قبلی مجموعه اتومبیل‌دزدی بزرگ است. در ابتدای بازی، بازیکنان تنها می‌توانند اولین جزیره را کاوش کنند و مابقی مناطق دیگر با پیشرفت داستان باز می‌شوند.
بازیکنان می‌توانند در حملات تن به تن و بی‌نظم، از سلاح‌های گرم یا سرد و مواد منفجره برای مبارزه با دشمنان استفاده کنند؛ می‌توانند بدوند، بپرند، شنا کنند یا از وسایل نقلیه برای حرکت در دنیای بازی استفاده کنند. هنگام استفاده از وسایل نقلیه، بازیکن می‌تواند از زاویه دید اول شخص استفاده کند. بازیکن همچنین می‌تواند در حمله به دشمنان، از سیستم هدف‌گیری خودکار و پناه‌گیری کمک بگیرد. بازیکنانِ آسیب‌دیده، می‌توانند با مصرف غذا یا نوشیدنی، استفاده از کیت‌های پزشکی یا تماس با امدادگران، سلامتی خود را به‌طور کامل به دست آورند. اگر بازیکنان مرتکب خلاف شوند، سازمان‌های مجری قانون بازی ممکن است واکنش نشان دهند که این شرایط در نوار وضعیت بازیکن مشخص خواهد شد. ستاره‌های نمایش داده شده در نوار وضعیت، سطح مورد نظر فعلی را نشان می‌دهد (به عنوان مثال، تلاش‌های مجریان قانون در سطح حداکثر شش ستاره، برای متوقف‌کردن بازیکن بسیار خشونت‌آمیز خواهد شد). افسران مجری قانون از منطقه جرم، بازیکنان را تحت تعقیب قرار می‌دهند و زمانی که بازیکنان از دید افسران پنهان شوند از سطح جرم در نوار وضعیت کاسته خواهد شد و مأموران از ادامه جستجو دست برمی‌دارند.

سیستم پناه‌گیری گنجانده‌شده در بازی هنگام مبارزه

سیستم پناه‌گیری در بازی به بازیکنان این امکان را می‌دهد که در محل پناه گرفته‌شده حرکت کنند، بدون هدف‌گیری شلیک کنند یا دشمن خاصی را مورد هدف قرار دهند. تک تک اعضای بدن نیز می‌توانند مورد هدف قرار گیرند. حملات تن به تن، شامل حرکات اضافی مانند جاخالی دادن، دفاع کردن، خلع سلاح حریف و ضد حمله می‌شود. زره بدن قادر است، آسیب گلوله‌ها و صدمات انفجاری را کاهش دهد، اما اثر آن به مرور کاهش می‌یابد. زمانی که بازیکن می‌میرد، بازی متوقف می‌شود و بازی با باز ظاهرشدن شخصیت در نزدیکترین بیمارستان از سر گرفته می‌شود.
حالت تک نفره به بازیکنان این امکان را می‌دهد که یک کهنه سرباز از اروپای شرقی به نام نیکو بلیک را کنترل کنند. نیکو در طول داستان، با شخصیت‌های مختلف جدیدی آشنا می‌شود و با آنها دوست می‌شود. آن‌ها می‌توانند هر زمان که نیکو بخواهد به او کمک کنند. برای مثال، پسر عموی او، رومن، که صاحب یک آژانس مسافربری است، می‌تواند یکی از تاکسی‌های خود را بفرستد تا نیکو را به هر مقصدی در اطراف شهر ببرد. تاکسی‌ها همیشه در طول بازی برای رسیدن سریع به مقصد در دسترس هستند. در طول بازی، بازیکنان با  تصمیم‌های اخلاقی نیز مواجه می‌شوند (انتخاب بین کار درست و نادرست؛ به‌طور مثال، انتخاب در کشتن یک شخصیت یا کمک به آن ضمن مطلع بودن از خصوصیات او)، که بسته به تصمیم بازیکن، خط داستانی را به شکلی کامل تغییر می‌دهد. بازیکنان می‌توانند در حین گشت و گذار آزاد در جهان بازی، در فعالیت‌های مربوط به زمینه‌های خاصی مانند بولینگ یا دارت شرکت کنند. از دیگر فعالیت‌های موجود می‌توان به یک مینی‌بازی عدالت‌خواهی نیز اشاره کرد. نیکو یک تلفن همراه برای تماس با دوستان و شروع فعالیت‌هایش دارد. از تلفن همراه برای دسترسی به حالت چندنفره آنلاین بازی و وارد کردن کدهای تقلب نیز استفاده می‌شود. نیکو برای دسترسی به شبکهٔ اینترنت درون بازی می‌تواند از کافی‌نت‌های واقع در شهر استفاده کند که به او امکان می‌دهد ایمیل ارسال و دریافت کند و با دوست دخترهای احتمالی‌اش قرار ملاقات بگذارد. این بازی همچنین دارای یک سامانهٔ مترو است که بازیکنان را به سرعت جابه‌جا می‌کند.
مود چند نفره آنلاین در بازی به حداکثر ۳۲ بازیکن اجازه می‌دهد تا آزادانه در سراسر نقشه پرسه بزنند. بازیکنان تصمیم می‌گیرند که در کدام حالت بازی، از جمله مسابقات مرگ و مسابقات خیابانی، بازی کنند. هر دو حالت بازی به صورت مشارکتی و رقابتی در دسترس هستند که به مسابقات رتبه‌بندی شده و بدون رتبه‌بندی تقسیم می‌شوند؛ برای اینکه بازیکنان از طریق رتبه‌ها به سطح بالایی برسند، باید درون بازی پول جمع کنند. بازی همچنین دارای یک حالت آزاد است که در آن بازیکنان کل نقشه را برای کاوش در دسترس دارند و هیچ هدف یا مأموریتی برای تکمیل‌کردن وجود ندارد. میزبان‌های بازی در حالت آنلاین می‌توانند متغیرهای زیادی مانند حضور پلیس، ترافیک و سلاح‌ها را کنترل کنند. حالت چند نفره در ویندوز در سال ۲۰۲۰ متوقف شد.

## خلاصه

### محیط
وقایع جی‌تی‌اِی آی‌وی در یک محیط بازطراحی شده از لیبرتی سیتی و در سال ۲۰۰۸ اتفاق می‌افتد. طراحی شهر بر بازسازی چهار بخش از شهر نیویورک متمرکز است: بروکر (بر اساس بروکلین)، دوکز (کوئینز)، بوهان (برانکس) و آلگونکوین (منهتن). این محیط همچنین شامل یک ایالت همسایه به نام آلدرنی (بر اساس نیوجرسی) می‌شود. در ابتدا پل‌ها به دلیل تهدیدهای تروریستی قفل هستند و پلیس در صورت عبور از پل‌ها بازیکنان را تعقیب می‌کند. با پیشروی داستان، راه‌بندان‌ها برداشته می‌شوند و به بازیکن این امکان را می‌دهند که بین جزایر بدون خطر، تردد کنند.
داستان جی‌تی‌اِی آی‌وی در یک دنیای خیالی رخ می‌دهد که دنیای واقعی را منعکس و تقلید کرده است. بازی‌های قبلی جهان‌های خیالی خود را داشتند، که با وجود شباهت‌های فراوان با دنیای اچ‌دی این بازی، به‌هم مرتبط نیستند. از این رو، لیبرتی سیتی به تصویر کشیده شده در این بازی با نسخه‌های قبلی خود متفاوت است. این بازی به عنوان یک راه اندازی مجدد برای این مجموعه عمل کرده است. خط زمانی جدیدی که با جی‌تی‌اِی آی‌وی ایجاد شد، با دو بسته الحاقی شامل گمشده و نفرین‌شده و حکایت گی تونی پیگیری شد و با انتشار دنباله آن، اتومبیل‌دزدی بزرگ ۵ و همچنین بخش آنلاین آن، اتومبیل‌دزدی بزرگ آنلاین ادامه یافت. بازی اتومبیل‌دزدی بزرگ: جنگ‌های محله چینی‌ها نیز بخشی از دنیای همین بازی در نظر گرفته می‌شود و به جز ایالت آلدرنی، نقشه‌ای مشابه با جی‌تی‌اِی آی‌وی دارد؛ باوجود شخصیت‌ها، داستان و گیم‌پلی متفاوت، شباهت‌های آشکاری در نقشه‌ها دیده می‌شود.

### داستان
نیکو بلیک، سرباز سابقی از اروپای شرقی که گذشته‌ای پر از جنگ و خیانت را پشت سر گذاشته، با کشتی باری «پلاتیپوس» وارد لیبرتی سیتی می‌شود. او به دعوت پسرعمویش، رومن، که در نامه‌هایش از موفقیت و ثروت در آمریکا صحبت کرده بود، به این شهر آمده است. نیکو به دنبال فرصتی برای شروعی تازه و تحقق رویای آمریکایی  است، اما همچنین می‌خواهد مردی را پیدا کند که در زمان جنگ به او و واحدش خیانت کرده و باعث مرگ بسیاری از دوستانش شده است.
پس از ورود به لیبرتی سیتی، نیکو متوجه می‌شود که داستان‌های رومن درباره ثروت و موفقیتش دروغ است. رومن در یک آپارتمان کوچک و کثیف زندگی می‌کند، آژانس تاکسیرانی او در آستانه ورشکستگی است و او بدهی‌های زیادی به نزول‌خواران دارد. نیکو تصمیم می‌گیرد به او کمک کند و مشکلاتش را حل کند، اما همین تصمیم او را وارد دنیای خلافکاران شهر می‌کند. نیکو ابتدا با افراد مختلفی از جمله لیتل جیکوب، یکی از اعضای یاردی‌ها، آشنا می‌شود. برای محافظت از رومن، نیکو شروع به کار برای ولاد گیلبوف، یک نزول‌خوار روسی می‌کند که با دوست‌دختر رومن، مالوری، رابطه دارد. وقتی نیکو از این رابطه مطلع می‌شود، ولاد را می‌کشد. این قتل توجه مافیای روسی را جلب می‌کند و افراد میخائیل فاوستین، یکی از روسای مافیا، نیکو و رومن را می‌دزدند.
فاوستین، که نسبت به مرگ ولاد بی‌تفاوت است، نیکو را آزاد می‌کند و او را برای انجام مأموریت‌های مختلف استخدام می‌کند. پس از مدتی، فاوستین به نیکو دستور می‌دهد که پسر کنی پتروویچ، یک جنایتکار قدرتمند روسی، را بکشد. این اقدام باعث خشم پتروویچ می‌شود و او تهدید به انتقام می‌کند. دیمیتری راسکالوف، دستیار فاوستین، نیکو را متقاعد می‌کند که برای جلوگیری از جنگ، فاوستین را بکشد. نیکو این کار را انجام می‌دهد، اما دیمیتری به او خیانت کرده و او را به ری بولگارین، رئیس سابقش، تحویل می‌دهد. بولگارین نیکو را به دزدی در یک معامله قاچاق انسان در سال‌ها قبل متهم می‌کند، اما نیکو این اتهام را رد می‌کند. در جریان یک درگیری، دیمیتری و بولگارین فرار می‌کنند. افراد دیمیتری، آپارتمان و آژانس تاکسیرانی رومن را به آتش می‌کشند. نیکو و رومن مجبور می‌شوند به منطقه بوهان نقل مکان کنند. نیکو برای چند قاچاقچی محلی شروع به کار می‌کند. در همین دوران، دیمیتری تلاش می‌کند با ربودن رومن، نیکو را به دام بیندازد، اما این نقشه شکست می‌خورد.
نیکو متوجه می‌شود که دوست‌دخترش، میشل، در واقع یک مأمور دولت است. او نیکو را مجبور می‌کند برای آژانس دولتی‌شان کار کند. آژانس در ازای پاک کردن سوابق جنایی نیکو، از او می‌خواهد چند هدف تروریستی را از بین ببرد. در همین حین، رومن با دریافت خسارت بیمه‌ برای آژانس تاکسی‌اش، وضعیت مالی‌اش را بهبود می‌بخشد، یک آپارتمان جدید در آلگونکوین می‌خرد و از مالوری خواستگاری می‌کند. نیکو با پاتریک مک‌ریری، یکی از اعضای خانواده‌ای جنایتکار از ایرلند، دوست می‌شود. او به پاتریک و برادرانش کمک می‌کند تا از یک بانک سرقت کنند. رهبر یک باند ایتالیایی شخصی به نام ری بوچینو از یک خانواده جنایتکار، نیکو را استخدام می‌کند تا یک معامله الماس را تحت نظارت داشته باشد، اما معامله طبق برنامه پیش نمی‌رود. نیکو همچنان به دنبال خائنی است که در دوران جنگ به او خیانت کرده بود. با کمک ری بوچینو، همرزم سابقش فلوریان کراویک، که اکنون با نام برنی کرین شناخته می‌شود را پیدا می‌کند. اما فلوریان ادعا می‌کند که خائن نبوده است. نیکو متوجه می‌شود که خائن واقعی، دارکو برویک، تنها بازمانده دیگر است.
نیکو به کار برای مافیا ادامه می‌دهد و در این مسیر اعتماد دون جیمی پگورینو، رئیس یکی از خانواده‌های مافیایی را به دست می‌آورد که به نیکو دستور می‌دهد بوچینو را پس از مشکوک شدن به او به عنوان یک خبرچین پلیس بکشد. نیکو همچنین به پاتریک کمک می‌کند دختر یکی از رؤسای مافیا را بدزدند تا در معامله الماس‌ها باج‌گیری کنند، اما این معامله به دلیل دخالت بولگارین خراب می‌شود و الماس‌ها گم می‌شوند.
در نهایت، آژانس میشل، دارکو را پیدا می‌کند و او را به لیبرتی سیتی می‌آورد تا نیکو دربارهٔ سرنوشتش (مرگ یا زندگی) تصمیم بگیرد. پس از آن، پگورینو برای یک معامله نهایی نیکو را خبر می‌کند: کمک به معامله پرمنفعت هروئین با همدست‌شدن با دیمیتری. نیکو یا باید با دیمیتری همکاری کند یا باید از او انتقام بگیرد که این تصمیم دو پایان متفاوت را در بازی رقم خواهد زد. اگر نیکو تصمیم بگیرد انتقام بگیرد، دیمیتری را در پلاتیپوس پیدا کرده و می‌کشد. در عروسی رومن، پگورینو که از خیانت نیکو عصبانی می‌شود، به او تیراندازی می‌کند؛ اما به‌طور تصادفی خواهر پاتریک، کیت، که نیکو با او قرار عاشقانه می‌گذاشت، کشته می‌شود. نیکو با کمک لیتل جیکوب و رومن، پگورینو را پیدا می‌کند و می‌کشد. از طرف دیگر، اگر نیکو این همکاری را قبول کند، دیمیتری دوباره به او خیانت می‌کند و تمام هروئین‌ها را برای خودش نگه می‌دارد. در مراسم عروسی رومن، یک قاتل که به دستور دیمیتری فرستاده شده، به‌طور تصادفی رومن را با یک گلوله می‌کشد. نیکو برای گرفتن انتقام رومن با کمک لیتل جیکوب، دیمیتری را می‌کشد که او نیز به نوبه خود قبل از این پگورینو را کشته بود.
در هر دو تصمیم، نیکو یکی از عزیزانش را از دست می‌دهد (رومن یا کیت). در پایان، مالوری به نیکو اطلاع می‌دهد که باردار است. اگر رومن کشته شود، نیکو قول می‌دهد از مالوری و فرزندش محافظت کند. اگر کیت کشته شود، رومن و مالوری تصمیم می‌گیرند نام فرزندشان را در صورت دختر بودن، کیت بگذارند.

#### بسته‌های الحاقی
اتفاقات بازی اتومبیل‌دزدی بزرگ ۴: گمشده و نفرین‌شده، همزمان با وقایع بازی اصلی و حکایت گی تونی رخ می‌دهد. این بازی بر روی داستان جانی کِلبیتز تمرکز دارد، که یک گروه موتورسوار در لیبرتی سیتی را رهبری می‌کند. اتومبیل‌دزدی بزرگ ۴: حکایت گی تونی، داستان شخصیتی با نام لوئیس فرناندو لوپز را نشان می‌دهد که برای آنتونی «گِی تونی» پرینس، یک کارآفرین همجنسگرا و صاحب دو کلوب شبانه که غرق در بدهی است، به عنوان بادیگارد کار می‌کند.

## توسعه

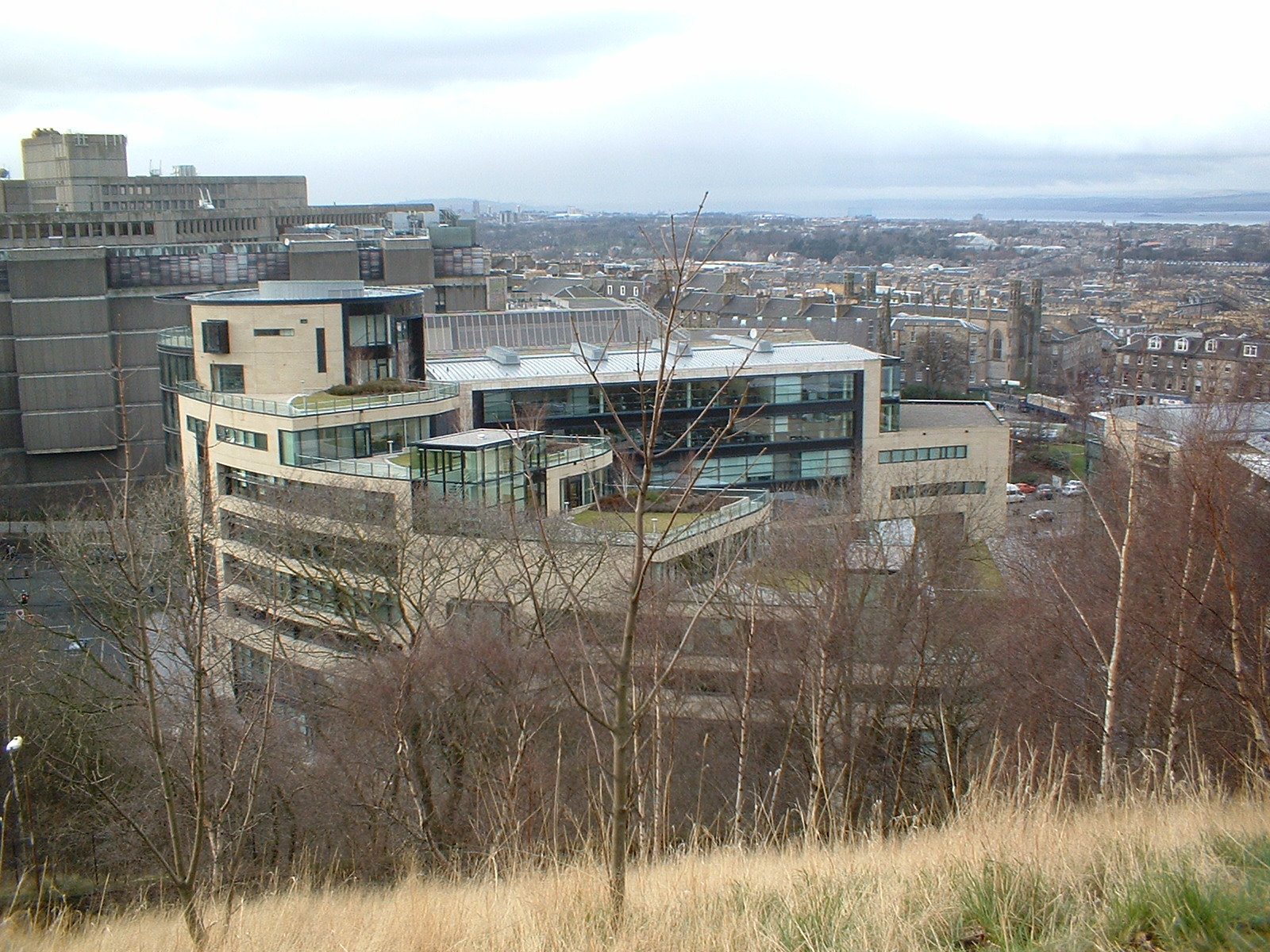
استودیوی سابق راک‌استار نورث در ادینبرو، اسکاتلند، جایی که توسعه بازی تحت نظارت بود.

توسعهٔ ابتدایی جی‌تی‌اِی آی‌وی در نوامبر ۲۰۰۴، یک ماه پس از انتشار اتومبیل‌دزدی بزرگ: سن آندریاس آغاز شد. سم هوسر، مدیرعامل راک استار احساس کرد که پیگیری ساخت دنبالهٔ سن آندریاس می‌تواند «یک کابوس» باشد. راک‌استار نورث، تیم اصلی ۲۲۰ نفره پشت بازی، برای تسهیل در روند توسعه یک تیم کامل با بیش از ۱۰۰۰ نفر، شامل ۵۰ کارمند از راک‌استار ان‌وای‌سی، ۴۰ نفر از راک‌استار لینکلن، ۱۰ نفر از راک‌استار سن‌دیگو و حدود ۷۰۰–۶۰۰ نفر را به صورت پاره وقت از استودیوهای متعلق به شرکت اصلی راک‌استار استخدام کرد. برخی از اعضای کلیدی تیم توسعه ۱۲ ساعت در طول روز و اغلب بدون تعطیلات کار می‌کردند. این تیم تصمیم گرفت تا طرح شماره‌گذاری روی عناوین سری را که در دو بازی اصلی قبلی وجود نداشت ادامه دهد. ساخت جی‌تی‌اِی آی‌وی در ۲۱ آوریل ۲۰۰۸ به پایان رسید و وارد چرخهٔ انتشار شد. لسلی بنزیه، تهیه‌کننده بازی، بودجه تیم توسعه را بیش از ۱۰۰ میلیون دلار تخمین زد. چنین بودجه‌ای، این بازی را به یکی از گران‌ترین بازی‌های ویدئویی تبدیل می‌کند.

### بررسی و طراحی جهان بازی
محیط بازی، لیبرتی سیتی است که از نیویورک سیتی الهام گرفته است. تیم توسعه تلاش کرد تا نسخه‌ای از لیبرتی سیتی را بسازد که ضمن حفظ همان فضا، منحصربه‌فرد باشد و تحت تأثیر نسخه‌های پیشین آن در بازی‌های قبلی قرار نگیرد؛ نقشه آن تقریباً سه برابر اتومبیل‌دزدی بزرگ ۳ وسعت پیدا کرد. توسعه‌دهندگان، قبل از محدود کردن نقشه به منهتن و سپس گسترش مجدد آن، ابتدا در نظر داشتند از کل ایالت نیویورک استفاده کنند. آنها می‌خواستند حومه‌های بیشتری را با فضای سبز تشکیل دهند و مدام در مورد اینکه چه مناطقی باید در بازی گنجانده شود، رأی می‌گرفتند. آرون گاربوت، مدیر هنری پروژه گفت که تیم محیط را به دلیل جزئیات و تنوعش انتخاب کرد و نیویورک را به عنوان «شهری شگفت‌انگیز، متنوع، پر جنب‌وجوش و سینمایی» توصیف کرد. نویسنده اثر، دن هوسر نیز گفت به دلیل حجم زیاد تحقیقات مورد نیاز برای خلق جهان بازی و از آنجایی که مقر اصلی راک‌استار گیمز در نیویورک واقع شده است، آن‌ها می‌خواستند از جایی شروع کنند که بر آن تسلط بیشتری دارند. این تیم به‌طور آگاهانه از بازآفرینی دقیق شهر نیویورک اجتناب کرد تا طراحی بازی جذاب‌تر باشد و روی مناطقی تمرکز کردند که ویژگی‌های اصلی نیویورک را نشان دهند. گاربوت می‌خواست نسخه‌ای اغراق‌شده از شهر را به تصویر بکشد، زیرا معتقد بود بیشتر مردم با «نقاط برجسته» و تصویر کلی شهر آشنا هستند و نیازی به بررسی جزئیات دقیق مناطق نیست. شهر برای انجام ماموریت‌های خاصی ساخته نشده است. این منطقه ابتدا ایجاد و ماموریت‌ها بعداً به آن اضافه شد.
۶۰ تا ۷۰ کارمند از راک‌استار نورث برای تحقیق و دستیابی به یک محیط واقعی، به نیویورک سفر کردند: در ابتدای پروژه در مارس یا آوریل ۲۰۰۵ به مدت یک هفته و نیم، و یک سفر کوتاه‌تر در سال ۲۰۰۷ انجام دادند. افسران پلیسی که قبلاً در حوزه گشت کار کرده بودند با تیم برای گشتن اطراف واشینگتن هایتس همراه شدند. یک تیم تحقیقاتی مستقر شده، به صورت تمام وقت در نیویورک به درخواست‌های تیم برای به دست آوردن اطلاعات بیشتری مانند اقلیت نژادی یک محله یا گرفتن ویدئوهایی از الگوهای ترافیکی رسیدگی کرد. ویدئوهای فیلمبرداری شده در نیویورک در دفاتر راک‌استار نورث در همان‌جا بررسی می‌شد، بنابراین در حالی که آنها کار می‌کردند می‌توانستند منظره‌ای از نیویورک و پیشرفت کار را ببینند. بنزیس گفت که تیم بیش از ۱۰۰ هزار عکس در نیویورک گرفته است، درحالی که گاربوت این عدد را تا ۲۵۰ هزار تخمین زد. آنها همچنین دربارهٔ معماری آپارتمان‌ها مطالعه کردند. از تصاویر ماهواره‌ای برای تعیین طرح محله‌های شهر استفاده شد. در مورد مدل ماشین‌ها و قیمت فروشی آنها تحقیق کردند و کتاب‌هایی را مطالعه کردند تا از زیرساخت‌های شهر، از جمله مترو، فاضلاب و سیستم دفن زباله‌ها به‌طور دقیق آگاه شوند. ساحل هوو بر اساس ساحل برایتون ساخته شده است که سم هوسر تحت تأثیر آن قرار گرفته بود. این نام از شهر انگلیسی برایتون اند هوو گرفته شده است. ساحل برایتون به دلیل ماهیت بازی به محل زندگی برخی از شخصیت‌های اهل اروپای شرقی تبدیل شده بود که هوسر از این ایده استقبال کرد.
دن هوسر لیبرتی سیتی را «بزرگ‌ترین چهره» بازی توصیف کرد. نمایش جی‌تی‌اِی آی‌وی از لیبرتی سیتی جزئی‌تر و از نظر اندازه بزرگتر از بسیاری از بازی‌های قبلی این مجموعه است. اگرچه کوچکتر از نقشهٔ سن آندریاس، محیط بازی قبلی است، اما سازندگان آن را به دلیل متراکم بودن، تعداد ساختمان‌ها و سطح جزئیات در مقابل وسعت قابل مقایسه می‌دانستند. تیم تلاش می‌کرد با حذف فضاهای غیر ضروری (مانند بیابان‌های باز در سن آندریاس) نقاط مرده کمتری روی نقشه داشته باشد. آن‌ها می‌خواستند بازی «تجربه‌ای متمرکزتر» نسبت به سن آندریاس باشد و دن هوسر معتقد بود که فضای محدود فعالیت‌ها در نیویورک این امر را ممکن می‌کند. تیم معتقد بود که با شیوع روزافزون تلفن‌های همراه در دنیای واقعی، اضافه شدن تلفن همراه نیکو به بازی می‌تواند به حس غوطه ور شدن بازیکن و شبیه‌سازی واقع‌گرایانه محیط بازی کمک کند. برندها و محصولات درون بازی طی چندین سال طراحی شدند. بیلبوردهای تبلیغاتی حدود شش ماه قبل از انتشار در بازی پیاده‌سازی شدند.

### طراحی داستان و شخصیت‌ها
دن هوسر و روپرت هامفریز فیلمنامه بازی را نوشته‌اند که حدود ۱۰۰۰ صفحه است. تقریباً ۶۶۰ هنرپیشه بیش از هشتاد هزار خط دیالوگ را برای بازی خواندند. پس از ایده‌پردازی در مورد شخصیت و محیط، دن هوسر با برادرش سم هوسر و لسلی بنزیه صحبت کرد تا قبل از نوشتن یک خلاصه داستان، یک گزارش شش صفحه‌ای و مفصل در مورد ایده‌های داستان بنویسند. هنگامی که روی خلاصه داستان دوباره کار شد، طراحان آن را به ماموریت‌هایی تقسیم کردند و در یک سند که امکان پیمایش بین بخش‌های آن فراهم شده بود، قرار دادند. نویسندگان سپس ابتدا بر روی زمینه و مقدمه مأموریت‌ها کار کردند و بعداً روی دیالوگ‌های روند بازی متمرکز شدند. برخلاف بازی‌های قبلی اتومبیل‌دزدی بزرگ، این بازی تأثیرات و تکنیک‌های سینمایی ندارد. دن هوسر گفت: «ما آگاهانه سعی می‌کردیم که خب، اگر قرار است بازی‌های ویدئویی روند دیگری را طی کنند، مهم این نیست که تلاش کنیم که ادای احترام صمیمانه‌ای [به بازی‌های قبلی] داشته باشیم یا به چیزهای دیگر اشاره کنیم.» او گفت که نویسندگان چیزی «تازه و جدید» می‌خواهند و نه چیزی که آشکارا از [یک] فیلم گرفته شده باشد. دن هوسر در نظر داشت که کیفیت نوشته باید در کنار پیشرفت در گرافیک و فناوری بهبود یابد. او خاطرنشان کرد که پیشرفت‌ها در انیمیشن‌سازی، امکان فراهم کردن کات سین‌هایی با سرعت کمتر را به وجود آورده است. دیالوگ خاصی که در هنگام تکرار یک مأموریت پخش می‌شود، برای این بود که اطمینان حاصل شود که روند بازی «کمتر کلیشه ایی و کمتر شبیه به «روز گراندهاگ» است.
دن هوسر، نیکو بلیک را «پیچیده‌تر» نسبت به شخصیت‌های بازی‌های قبلی توصیف کرد. هوسر احساس می‌کرد که شخصیت دوگانه نیکو—اغلب نجات افراد بی‌گناه، در عین حال که یک «قاتل خونسرد» است—ارتباط بازیکن با او را آسان‌تر کرده است. او همچنین حس کرد که ناآشنا بودن نیکو با لیبرتی سیتی، گذشته مبهم و رابطه‌اش با رومن برای بازیکن این امکان را فراهم کرده تا با او ارتباط بیشتری بگیرد. هنگام تصمیم‌گیری در مورد پیشینه نیکو، نویسندگان احساس کردند که مهاجر بودن می‌تواند منجر به موقعیت‌های خطرناک تر و در نتیجه ماموریت‌های لذت‌بخش‌تری شود. پس از گفتگو با چند کارشناس جنایی، دن هوسر متوجه شد که سرچشمه شخصیت‌های واقعاً ترسناک لزوماً از آمریکا نیست. او معتقد بود که تضاد بین انتظارات نیکو از فرهنگ آمریکایی و واقعیت‌هایی که با آن مواجه می‌شود «جالب» است. تیم می‌خواست که نیکو «بیشتر ضد قهرمانی باشد که قادر به انجام اقداماتی مثبت در دنیای جنایتکارانهٔ خود است تا یک قهرمان». آنها می‌خواستند تجربیات و انتخاب‌های گذشته نیکو در رفتارش منعکس شود.
طراحی نیکو دستخوش تغییرات اندکی پیش از توسعه نهایی شد. در لباس او که از فرهنگ اروپای شرقی الهام گرفته شده است، با افزودن تصاویری از مردانی که در نبردهای زمستانی در یوگسلاوی و چچن جنگیده‌اند، تغییرات مختلفی داده شد. انگیزه اصلی، طراحی بدنی بود که بتواند به خوبی با سیستم ساخت انیمیشن‌های جدید حرکت کند و احساسات را به شکل مناسب انتقال دهد. لباس‌های قابل خرید درون بازی نیز متناسب با شخصیت طراحی شدند. تیم سازنده نمی‌خواستند بازیکنان آزادی غیرمنطقی یا نامحدودی بر شخصیت نیکو یا داستان او داشته باشند. از نظر دن هوسر، ماموریت‌ها در سن آندریاس بیش از حد خطی شده بودند و او می‌خواست در این بازی انتخاب‌هایی را به بازیکن برای انجام ماموریت‌ها ارائه دهد.
نویسندگان دریافتند که نیکو برای آمدن به آمریکا به انگیزه نیاز دارد، بنابراین پسر عموی او رومن را خلق کردند. دن هوسر معتقد بود که این دو نمی‌توانند برادر باشند، زیرا ارتباط دو برادر در بازی‌ها بسیار آشنا به نظر می‌رسد و پتانسیل درگیری و تنش بین آنها را کاهش می‌داد. او این دو را به عنوان شخصیت‌های مکمل هم توصیف کرد؛ جذابیت خیال‌پردازی‌های رومن در مقابل بدبینی‌های سرسختانهٔ نیکو. تیم تولید، ان‌پی‌سی‌ها را با رفتارها و دیالوگ‌های مشخصی ساخت تا زنده‌تر به نظر برسند. نویسندگان در ابتدا به خلق گروه کوچکی از شخصیت‌ها فکر کردند، اما دریافتند که داستان خسته‌کننده می‌شود و بازیکنان کمتر به کاوش در جهان بازی می‌پردازند. به گفته دن هوسر، شخصیت‌های غریبه که در دنیای بازی وجود دارند، از «افراد عجیب و غریب» ساکن نیویورک الگوبرداری شده‌اند. این برخلاف بازی‌های قبلی این مجموعه بود که طراحی شخصیت‌ها به رفتارهای ساده عابران پیاده محدود شده بود. تیم بازی بر پایه عکس‌ها و ویدیوهایی که در نیویورک گرفته بودند، ان‌پی‌سی‌ها را با نژادها، لباس‌ها و رفتارهای متفاوت، در مناطق مختلف نقشه بازی جای دادند. آنها مودبردهایی را برای هر مکان ایجاد کردند. ان‌پی‌سی‌ها همچنین به زبان‌های مختلف صحبت می‌کنند.

### طراحی هنری
جی‌تی‌اِی آی‌وی این مجموعه بازی را به سمت سبکی واقعی‌تر و دقیق‌تر تغییر داد که تا حدی نتیجه انتقال به کنسول‌هایی است که گرافیک با کیفیت بالا و قابلیت‌های جدید و بهبود یافته را ارائه می‌دهند. تیم سازنده تلاش کرد تا ارتقای کیفیت را در تمام جنبه‌های طراحی نشان دهد و در عین حال انسجام بازی‌های قبلی را حفظ کند. این تیم توسعه بازی را به عنوان فرصتی برای «برداشتن همه چیز و شروع دوباره»، با اصلاح سبک هنری بازی بدون از دست دادن سبک اصیل مجموعه در نظر گرفت. آنها بازی را از «سبک کارتونی» بازی‌های قبلی خود دور کردند و در عین حال سبک جدیدی را ایجاد کردند که در تمام جنبه‌های بازی سازگار بود.  گاربوت افزایش درخواست‌ها برای استفاده از فناوری‌های پیشرفته جدید را در تولید جزئیات، دلهره آور می‌دانست. تکنیکی که برای واقعی جلوه دادن تصاویر استفاده می‌شد، اجتناب از لبه‌های تیز بود؛ آن‌ها سطوح اشیاها را با هم ترکیب کردند تا چگونگی تأثیر نور و سایه‌ها بر سطوح و لبه‌های آنها طبیعی‌تر به نظر برسد و دنیای بازی را زنده‌تر نشان دهد. بخش ارائه‌دهندهٔ تجهیزات، تنوع‌های متعددی از اشیاء مختلف ایجاد کرد تا جهان را جالب‌تر و منحصربه‌فردتر کند. جی‌تی‌اِی آی‌وی از لحاظ زمانی اولین بازی معاصر این مجموعه از سال ۲۰۰۱ بعد از اتومبیل‌دزدی بزرگ ۳ بود. توسعه‌دهندگان معتقد بودند برای اینکه بازی جدید تکراری نشود، به اندازه کافی زمان سپری شده است. تصمیم‌گیری برای طراحی انواع وسایل نقلیه درون بازی در اوایل توسعه کلید خورد، پس از آن گروه طراحی وسایل نقلیه شروع به ایجاد کارها کرد. این وسایل نقلیه بر اساس نمونه‌های واقعی خود نیستند، بلکه توسعه دهندگان عناصر و ایدهایی را از آنها گرفته‌اند.

### طراحی فنی و گیم‌پلی

روندی که در انیمیشن‌سازی جی‌تی‌اِی آی‌وی طی شد: (بالا) بازیگران در حال اجرا روی صحنه برای داده‌های خام ضبط حرکت، (پایین) شخصیت‌های درون بازی و صحنه آخر بازی.

موتور اختصاصی پیشرفته راک‌استار (ریج) برای بازی استفاده شد. گاربوت طراحی فنی اتومبیل‌دزدی بزرگ ۴ را شبیه به اتومبیل‌دزدی بزرگ ۳ می‌دانست. هر دو بازی اولین بازی‌های این مجموعه بودند که بر روی پلتفرم‌های مخصوص خود منتشر شدند. او ادعا کرد که استفاده از یک موتور بازی قابل اجرا، نهایی نشده بود و حتی در مراحل پایانی توسعه، در مورد عملکرد و بهینه‌سازی موتور بازی اطمینانی وجود نداشت. اجرای فیزیکی شخصیت‌ها با استفاده از موشن کپچر ضبط شد. حداکثر هشت بازیگر می‌توانستند در یک زمان روی صحنه اجرا کنند. دوربین مورد استفاده برای ضبط اجراها شامل یک تله پرامتر برای بازیگران بود تا دیالوگ‌های خود را بخوانند. هنگام تولید بیش از صد حرکت در هر روز ثبت شد. اجراهای مختلف از بازیگران به‌طور جداگانه گرفته شد و آن اجراها در پس‌تولید ترکیب شدند تا یک محصول نهایی یکپارچه ایجاد شود.  صداپیشگی شخصیت‌ها، گاهی ماه‌ها پس از ضبط اجرای انیمیشن‌های چهره انجام می‌شد و گاهی صداپیشگی یک هنرپیشه با عملکرد فیزیکی یک بازیگر دیگر ترکیب می‌شد تا کار به یک نتیجه خاص برسد. انیمیشن‌های درون بازی به‌طور مشابه، با استفاده از ترکیبی از اجراهای مختلف موشن کپچر ساخته شدند.
تیم بسیاری از کارهای استفاده‌شده در بازی‌های قبلی را برای گیم‌پلی و انیمیشن‌ها دوباره انجام داد و می‌خواست جی‌تی‌اِی آی‌وی پیشرفت را در کنسول‌های نسل جدید احساس کند. با این حال برخی از ویژگی‌های شخصیت اصلی بازی در نقش آفرینی نسبت به سن آندریاس تقریباً در همان اوایل توسعه حذف شدند، زیرا افزودن آنها حجم قابل توجهی از کارهای انیمیشنی را که لازم نبود به وجود می‌آورد. برای مثال، بازدید مداوم از سالن‌های ورزشی، بیشتر برای شخصیتی که بر روی تقویت قدرت بدنی خود متمرکز است، مناسب دیده می‌شود تا شخصیتی مانند نیکو که انگیزه انتقام یا اهداف شخصی دیگر دارد. سیستم هدف‌گیری در بازی به دلیل تکنولوژی پیشرفته یکی از اولین محورهای توسعه بود. تیم می‌خواست بدون اینکه ساخت این ویژگی بیش از حد فنی یا دشوار شود، استفاده از آن واقعی به نظر برسد. اضافه شدن سیستم پناه‌گیری به هدف‌گیری طبیعی بود. بنزیه بخش چند نفره را سخت‌ترین بخش توسعه بازی توصیف کرد. تیم می‌خواست که بازی چندنفره ادامه‌ای سینمایی برای بخش تک‌نفره باشد. دن هوسر آن را به عنوان «بخشی از یک فیلم به جای کل داستان» توصیف نمود. توسعه دهندگان به فکر اضافه کردن حالت چند نفره مشارکتی به بخش داستان اصلی بودند، اما در نهایت تصمیم گرفتند که بازی به عنوان یک تجربه تک نفره بهتر عمل خواهد کرد.
زمانی که سم هوسر برای اولین بار به استفاده از نرم‌افزار ایفوریا در بازی علاقه نشان داد، به او گفته شد که این کار غیرممکن است یا فقط به کات سین‌ها محدود می‌شود، اما برخی از اعضای تیم توانستند آن را عملی کنند. مهندسان نچرال موشن چندین ماه در محل راک‌استار نورث در یک زمان کار کردند تا فناوری ایفوریا را در بازی بگنجانند. راک‌استار همچنین با ایمِج متریکس برای ساخت انیمیشن‌های صورت شخصیت‌ها کار کرد. ریگ‌های صورت دارای حدود ۱۰۰ مفصل بودند که در مجموع ۳۰۰ دقیقه انیمیشن صورت را شامل شد. اهمیت پروژه باعث ایجاد مشکلاتی برای انیماتورها شد و آنها مجبور شدند تا زمان تکمیل شدن ریگ‌ها برای شروع کار انیمیشن منتظر بمانند. آنها همچنین با جهت قرارگیری سر بازیگر با مشکل روبرو بودند - بازیگر یا باید مستقیماً به تله پرامتر نگاه می‌کرد یا به سمت پایین برای خواندن فیلمنامه. دیوید بارتون، مدیر تولید ایمِج متریکس خاطرنشان کرد که نشان دادن طبیعی حرکات چشم‌ها برای اینکه بازیکن شخصیت را باور کند، بسیار مهم است. اسپیدتری برای رندر محیط بازی استفاده شد.

### موسیقی
ایوان پاولوویچ سرپرست بخش موسیقی، هنگام انتخاب موسیقی برای ایستگاه‌های رادیویی درون‌بازی گفت: «[ما باید] آهنگ‌هایی را انتخاب می‌کردیم که نیویورک را امروز به آنچه هست تبدیل کند، البته مطمئن شویم که تا زمانی که بازی منتشر می‌شود، [آهنگ‌ها] احساس قدیمی بودن را منتقل نکنند.» توسعه‌دهندگان با بیش از ۲۰۰۰ نفر تماس گرفتند تا حق ضبط و انتشار آهنگ‌ها را به دست آورند. بیلبورد گزارش داد که راک‌استار برای هر آهنگ ۵۰۰۰ دلار و برای هر آهنگ که قطعهٔ صوتی جداگانه خود را نیز داشت، ۵۰۰۰ دلار دیگر پرداخت کرده است. توسعه‌دهندگان در ابتدا در نظر داشتند به بازیکنان اجازه دهند موسیقی را در یک فروشگاه موسیقی درون بازی خریداری کنند و نیکو یک ام‌پی‌تری پلیر داشته باشد، اما هر دو ایده عملی نشد. دی‌جی گرین لنترن آهنگ‌هایی را به‌طور انحصاری برای ایستگاه رادیویی هیپ هاپ بازی «د بیت ۱۰۲٫۷» تولید کرد. بابی کوندرز، تهیه‌کننده موسیقی، که میزبان یکی از ایستگاه‌های رادیویی درون‌بازی بود، به جامائیکا رفت تا از هنرمندان دنس‌هال بخواهد آهنگ‌هایی را برای بخش‌هایی از لیبرتی سیتی دوباره ضبط کنند. همچنین والتر هوسر، نوازنده جاز، چندین قطعه موسیقی کلاسیک را برای بازی تولید کرد.

## انتشار

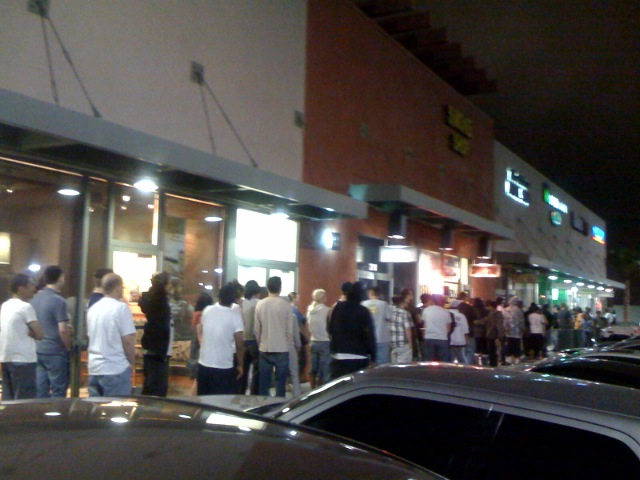
انتشار نیمه‌شب جی‌تی‌اِی آی‌وی در گیم‌استاپ، لاس وگاس در اولین تاریخ انتشار بازی.

در نمایشگاه ئی۳ سال ۲۰۰۶، پیتر مور، معاون یک بخش تجارتی مایکروسافت، با بالا زدن آستین خود و نشان دادن یک خالکوبی موقت از جی‌تی‌اِی آی‌وی، توسعه آتی بازی را رسماً فاش کرد. در ابتدا به نظر می‌رسید که راک‌استار گیمز به تاریخ انتشار اصلی بازی در ۱۶ اکتبر ۲۰۰۷ متعهد باشد. اما مایکل پچر، تحلیلگر ودبوش، نظر داد که تِیک-۲ ممکن است برای افزایش نتایج فروش مالی خود برای سال ۲۰۰۸ و اجتناب از رقابت با انتشار سایر عناوین مورد انتظار، مانند هیلو ۳ انتشار بازی را به تعویق بیندازد. راک‌استار پاسخ داد و گفت که جی‌تی‌اِی آی‌وی هنوز در برنامهٔ انتشار در «اواخر اکتبر» است. اما، تیک-۲ در اوت ۲۰۰۷ اعلام کرد که بازی تاریخ انتشار اولیه خود را از دست خواهد داد و به سه‌ماهه دوم مالی خود (فوریه تا آوریل) در سال ۲۰۰۸ به تعویق می‌افتد و دلیل آن را مشکلات فنی اعلام کرد. به‌طور دقیق‌تر، این تأخیر به دلیل چالش‌های فنی نسخه پلی‌استیشن ۳ و مشکلات ذخیره‌سازی نسخه ایکس باکس ۳۶۰ بود. آی‌جی‌ان پیش‌بینی کرد که کمپانی‌های دیگر از تأخیر انتشار جی‌تی‌اِی آی‌وی به‌ویژه اکتیویژن با بازی خود ندای وظیفه ۴: جنگاوری نوین سود خواهند برد. در ۲۴ ژانویه ۲۰۰۸، تاریخ انتشار بازی برای ۲۹ آوریل ۲۰۰۸ اعلام شد.
راک‌استار در اوت ۲۰۰۸ اعلام کرد که این بازی با کار توسعه اضافی راک‌استار تورنتو به ویندوز پورت می‌شود و این نسخه در ماه نوامبر منتشر خواهد شد. مایکروسافت در یک قرارداد ۵۰ میلیون دلاری با راک‌استار همکاری کرد تا دو بسته محتوای قابل دانلود (دی‌ال‌سی) نیمه مستقل را برای ایکس‌باکس ۳۶۰ اضافه کند: اتومبیل‌دزدی بزرگ ۴: گمشده و نفرین‌شده در ۱۷ فوریه ۲۰۰۹، و اتومبیل‌دزدی بزرگ ۴: حکایت گی تونی در ۲۹ اکتبر ۲۰۰۹ در دسترس قرار گرفت. دن هوسر می‌خواست این قسمت‌ها «سمت متفاوتی از لیبرتی سیتی» را نشان دهند. راک‌استار در ژانویه ۲۰۱۰ اعلام کرد که یک دی‌ال‌سی از دو بسته الحاقی با نام اپیزودهایی از لیبرتی سیتی که برای اجرا به بازی اصلی نیاز نداشت، در ۱۳ آوریل ۲۰۱۰ در آمریکای شمالی و ۱۶ آوریل در اروپا برای پلی استیشن ۳ و ویندوز منتشر خواهد شد. اپیزودهایی از لیبرتی سیتی همچنین با بازی اصلی در دیسکی به نام نسخه کامل در ۲۶ اکتبر ۲۰۱۰ در آمریکای شمالی و ۲۹ اکتبر در اروپا منتشر شد. نسخه ایکس‌باکس ۳۶۰ این بازی و دی‌ال‌سی آن در فوریه ۲۰۱۷ با ایکس‌باکس وان سازگار شدند.

### تبلیغ

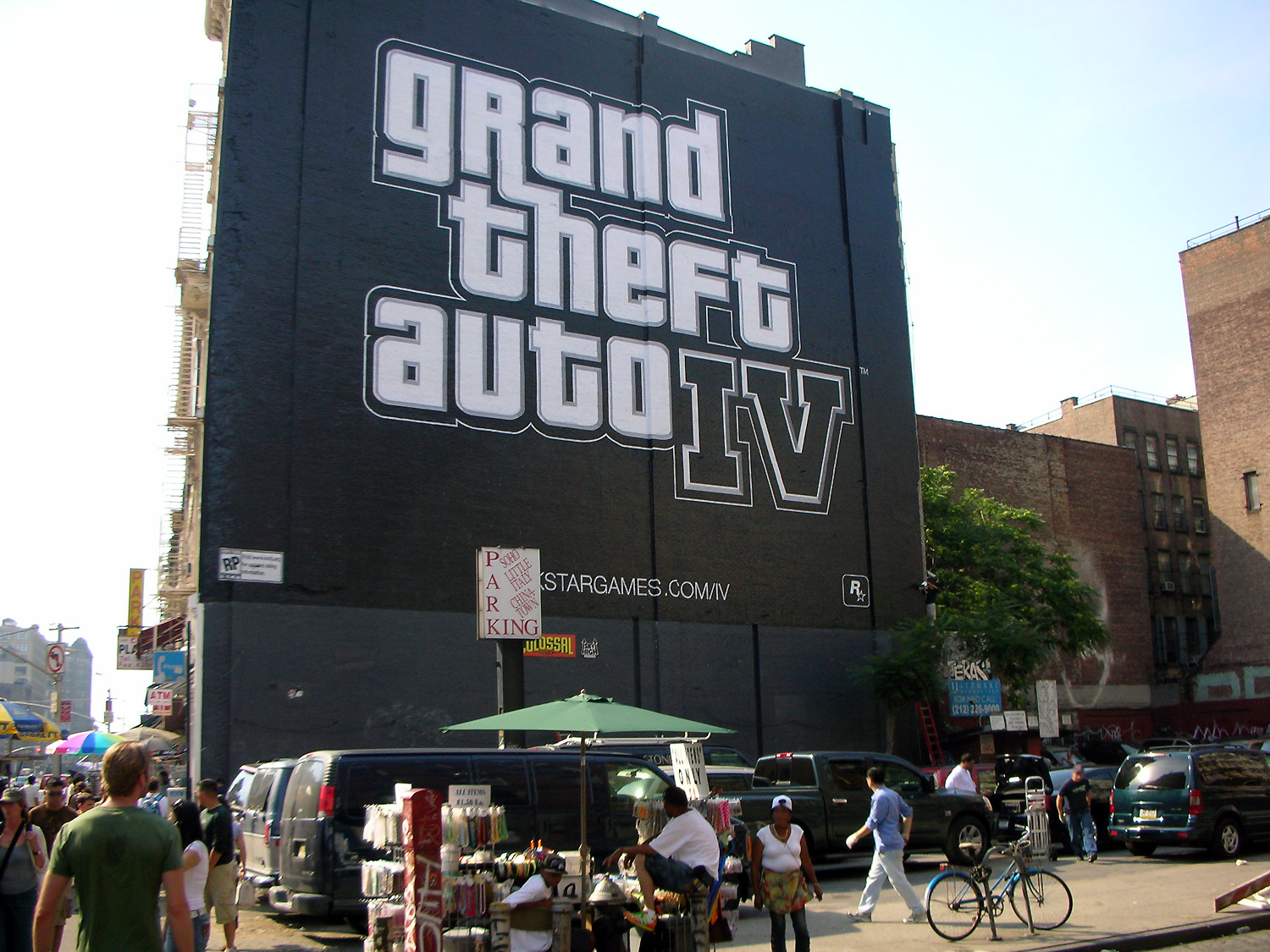
این بازی از طریق بیلبوردها، پوسترها و نقاشی‌های دیواری روی ساختمان‌ها در ایالات متحده و کانادا، به ویژه در محله چینی‌ها در نیویورک سیتی تبلیغ شد.

تحلیلگران صنعت بازی، بازاریابی جی‌تی‌اِی آی‌وی را بسیار ظریف‌تر از بازاریابی مایکروسافت برای هیلو ۳ عنوان کردند. این بازی از طریق تریلرهای ویدئویی و نمایش‌های مطبوعاتی به بازار عرضه شد. اولین تریلر در ۲۹ مارس ۲۰۰۷ منتشر شد. در این ویدئو، جهان بازی با پخش ترانه‌ای از فیلیپ گلس و صحبت‌هایی از قهرمان داستان نیکو، به تصویر کشیده می‌شود. انتشار تریلر تبدیل به شروع میم ریک‌رول شد. وب‌سایت راک‌استار با افزایش ناگهانی ترافیک کاربران از کار افتاد. سپس برخی کاربران که به نظر می‌رسید تریلر را دوباره منتشر کرده بودند با ترفندهایی مخاطبانشان را به موزیک ویدیوی «هرگز دست از تو برنخواهم داشت» هدایت می‌کردند. تریلر دوم در ۲۸ ژوئن ۲۰۰۷ منتشر شد که موتور بازی را به نمایش گذاشت. دن هوسر خاطرنشان کرد که بازی در زمان انتشار اولین تریلر هنوز آماده نبود، اما در تریلر دوم، کات سین‌ها به نمایش درآمدند.
راک استار برای پرده برداری از کاور بازی، با هنرمندانی قرارداد بست تا یک نقاشی دیواری را در یک محل خلوت بکشند و این هنر را در یک ویدیو در ۲۸ نوامبر ۲۰۰۷ به نمایش بگذارند. سومین تریلر در ۶ دسامبر ۲۰۰۷ منتشر شد که برخی از شخصیت‌های بازی مانند رومن و میشل را معرفی می‌کرد. دن هوسر می‌خواست تریلر سوم ویژگی‌های هیجان‌انگیز محیط بازی را به تصویر بکشد، اما مانند دو تریلر اول کمتر روی داستان تمرکز کند. در ۸ فوریه ۲۰۰۸، پنج تیزر از بازی منتشر شد که هر کدام یک شخصیت یا خدمات خاصی را در بازی نشان می‌دادند. تریلر دیگری که در ۲۷ مارس ۲۰۰۸ منتشر شد، صحنه‌هایی از بازی مانند سرقت از بانک و تعقیب و گریز پلیس را به نمایش می‌گذارد. یک تبلیغ تلویزیونی از گیم‌استاپ در ۱ آوریل با تمرکز بر فعالیت‌ها در لیبرتی سیتی منتشر شد.
برای تبلیغ بازی از استراتژی‌های بازاریابی ویروسی استفاده شد. پوسترهای تحت تعقیب از شخصیت‌ها در گوشه و کنار شهر نیویورک برای تبلیغ آن‌ها و وب‌سایت بازی توزیع شد. طرح‌های بیلبوردی نیز در سراسر شهر پخش شد. نقاشی‌های دیواری کشیده شد و پوسترهای تبلیغاتی این بازی بر روی ساختمان‌ها و وسایل حمل و نقل عمومی نصب شد. اداره حمل و نقل شیکاگو (سی‌تی‌ای)، تبلیغات این بازی را در آوریل ۲۰۰۸ از هر آنچه که مالک آن بود حذف کرد. تیک-۲ در پاسخ به این ادعا که سی‌تی‌ای قراردادی را نقض کرده است، شکایتی را تنظیم کرد. راک‌استار یک ایستگاه رادیویی خیالی برای بازی ایجاد کرد و از علاقه‌مندان خواست تا در یک پیام صوتی در مورد مشکلات خود صحبت کنند. قبل از فرستادن پیام، تماس‌گیرندگان باید شرایط و ضوابطی را قبول می‌کردند که نشان می‌دهد راک‌استار برخی از پیام‌ها را برای استفاده در بازی می‌خواست.
راک‌استار و گیم‌استاپ در ماه قبل از انتشار، یک مسابقه با جایزهٔ ۱۰ هزار دلاری به همراه سفری به شهر نیویورک را برای مراسم عرضهٔ بازی برگزار کردند. مایکروسافت مسابقه مشابهی برگزار کرد و کنسول، بازی، امتیازات مایکروسافت، چوب بیسبال و دعوت‌نامه برای شرکت در مراسم انتشار بازی را به عنوان جوایز ارائه کرد که به صورت قرعه‌کشی اهدا می‌شد. وب‌سایت رسمی جی‌تی‌اِی آی‌وی در ۸ فوریه ۲۰۰۸ دوباره طراحی شد تا پیش نمایشی از فعالیت‌ها و مکان‌های موجود در دنیای بازی را نشان دهد. راک‌استار برای تشویق فروشندگان در پیش‌فروشی بازی، با چندین فروشگاه غیرتجاری همکاری کرد تا نسخه ویژه‌ای از بازی را ارائه دهند که شامل یک صندوق فلزی، یک کتاب هنری، و سی‌دی موسیقی متن بازی می‌شد. این کمپانی همچنین با سونی برای انتشار کنسول‌های پلی استیشن ۳ با ظرفیت ۴۰ گیگابایت و پیوست نسخه‌ای از بازی همکاری کرد. گیم‌استاپ میزبان رویدادهای عرضهٔ نیمه شب در بیش از ۳۵۰۰ فروشگاه آمریکایی خود با برگزاری مسابقات و هدایا بود.

## بازتاب‌ها

### منتقدان
| گردآورنده | امتیاز |
| --------- | ------ |
| متاکریتیک | ۹۸/۱۰۰ |

| ناشر         | امتیاز  |
| ------------ | ------- |
| وان‌آپ.کام    | A+      |
| سی‌وی‌جی       | ۹٫۵/۱۰  |
| اج           | ۱۰/۱۰   |
| یوروگیمر     | ۱۰/۱۰   |
| گیم اینفورمر | ۱۰/۱۰   |
| گیم‌اسپات     | ۱۰/۱۰   |
| گیمز ریدار+  | [ ۱۱۴ ] |
| آی‌جی‌ان       | ۱۰/۱۰   |

پس از افشا شدن خبر ساخت جی‌تی‌اِی آی‌وی در مه ۲۰۰۶، به‌طور گسترده پیش‌بینی شد که بازی مورد تحسین منتقدان و گیمرها قرار خواهد گرفت. متاکریتیک، که یک رتبه‌بندی نرمال شده در محدوده ۰ تا ۱۰۰ را اختصاص می‌دهد، میانگین امتیاز ۹۸ را محاسبه کرد که نشان‌دهنده «تحسین عمومی» بازی است. در این سایت، این بازی در رتبه دوم برترین عناوین با بالاترین امتیاز، برترین بازی در مجموعه اتومبیل‌دزدی بزرگ، و برترین عنوان در پلی‌استیشن ۳ و ایکس‌باکس ۳۶۰ قرار گرفته است. بررسی‌کنندگان روایت بازی، طراحی جهان باز و سیستم مبارزه را بسیار ستایش کردند. هیلاری گلدشتاین از آی‌جی‌ان بیان کرد که بازی «معیار جدیدی را برای بازی‌های جهان باز تعیین می‌کند» و اندرو رینر از گیم اینفورمر نوشت که بازی «به‌طور کامل چشم‌انداز صنعت بازی‌سازی را تغییر می‌دهد».
منتقدان طراحی جهان باز و برخی از آزادی‌هایی که به بازیکن داده شده است را تحسین کردند. ست شیزل از نیویورک تایمز لیبرتی سیتی را «ستاره واقعی» بازی نامید. هیکس از، مجله رسمی ایکس‌باکس تحت تأثیر این شهر قرار گرفت و عملکرد آن را به هوش مصنوعی بازی نسبت داد. رابینسون از مجلهٔ کامپیوتر اند ویدئو گیمز، محیط را باورپذیر می‌دانست و عقیده داشت که جهان «کاملاً بی‌همتا» است. گلدشتاین از آی‌جی‌ان اظهار کرد که اگرچه لیبرتی سیتی از نیویورک الهام گرفته شده، اما همه جنبه‌های این شهر را تقلید نکرده است. او نوشت که شهر «در جهان خود وجود دارد و به درستی چنین است». کریسپین بویر از وان‌آپ دات کام «مناظر خیره کننده، چشم‌انداز فوق‌العاده متنوع، و زنده به نظر رسیدن» آن را ستایش کرد. در مقابل همهٔ این‌ها، جسی کوستانتینو از گیم‌رولوشن اظهار کرد که این بازی فاقد ویژگی‌های مهم رایج در سایر بازی‌های جهان باز است.
منتقدان داستان بازی را تحسین کردند. آی‌جی‌ان اشاره کرد که خط داستانی بازی دارای مضمون تیره‌تری نسبت به نوشته‌های قبلی در این مجموعه است. جان هیکس از مجله رسمی ایکس باکس از میزان پیچیدگی داستان شگفت زده شد. راینر از گیم اینفورمر نوشت که میزان آزادی در بازی به لذت بردن او از داستان کمک کرده است. تصمیم‌های اخلاقی که بازیکنان در طول داستان با آن‌ها مواجه می‌شوند نیز مورد استقبال قرار گرفت. بویر از وان‌آپ دات کام بیان کرد که این موضوع باعث ایجاد کنجکاوی بازیکن برای کشف همه سناریوهای موجود با «شروع مجدد بازی» می‌شود. تام برامول از یوروگیمر، تصمیم‌های اخلاقی را جایگزین غول آخر‌های مرسوم عنوان کرد.

شخصیت اصلی بازی، نیکو بلیک، در کنار آنتاگونیست اصلی، دیمیتری راسکالوف. منتقدان، داستان، شخصیت‌های بازی و انتخاب تصمیم‌های اخلاقی در روند بازی را ستایش کردند.

شخصیت‌های بازی – به ویژه نیکو – با واکنش‌های مثبت منتقدان مواجه شدند. هیکس از مجله رسمی ایکس‌باکس و اندی رابینسون از کامپیوتر اند ویدئو گیمز، هر دو نیکو را «کاریزماتیک» و «دوست‌داشتنی» نامیدند و بیان کردند که او را به قهرمان‌های قبلی این مجموعه ترجیح می‌دهند. جورج والتر از گیمزریدار پیچیدگی شخصیت را ستود و گلدشتاین از آی‌جی‌ان اظهار کرد که شخصیت نیکو در مواجهه با تصمیمات دشوار برای بازیکنان قابل ارتباط و درک است. جف گرستمن از جاینت بامب معتقد بود که نیکو «تنها چیزی است که [برای او] اهمیت دارد». شیزل از نیویورک تایمز، نیکو را یکی از باورپذیرترین شخصیت‌های بازی‌های ویدیویی نامید. بویر از وان‌آپ دات کام ارتباط و پیوند شخصیت‌ها را در طول مأموریت‌های بازی تحسین کرد.
بسیاری از بررسی‌کنندگان دریافتند که سیستم مبارزه نسبت به بازی‌های قبلی پاسخگوتر است و به‌ویژه اضافه‌شدن سیستم پناه‌گیری را تحسین کردند. جاستین کالورت از گیم اسپات نوشت که سیستم پناه‌گیری باعث می‌شود مبارزات بازی نسبت به بازی‌های قبلی «پیشرفت بزرگی» کرده باشند. راینر از گیم اینفورمر در کنار تأیید کردن این موضوع نوشت که سیستم هدف‌گیری نیز باعث می‌شود بازیکنان در قبال همه مرگ‌ها احساس مسئولیت کنند. گلدشتاین از آی‌جی‌ان انعطاف‌پذیر بودن سیستم پناه‌گیری را ستود و بیان کرد که مکانیک هدف‌گیری خودکار «کمک بزرگی در نبردهای بزرگتر» است. والتر از گیمزریدار نوشت که سیستم پناه‌گیری «راه را برای سبک جدیدی از مأموریت‌ها هموار کرده است». هیکس از مجله رسمی ایکس‌باکس معتقد بود که این سیستم به بازیکنان اجازه می‌دهد تا یک نقشه حمله را عملی کنند. علاوه بر سیستم مبارزه و پناه‌گیری، اکثر منتقدان خاطرنشان کردند که کنترل وسایل نقلیه واقعی‌تر از بازی‌های قبلی است. رابینسون از کامپیوتر اند ویدئو گیمز، اظهار کرد که هدایت خودرو واقع‌گرایی را منعکس می‌کند و هیکس از مجله رسمی ایکس‌باکس انتخاب وسایل نقلیه را «عالی» عنوان کرد. کاستانتینو از گیم‌رولوشن بهبود مکانیک بازی، به ویژه موتور فیزیکی ماشین‌های پیشرفته و پویانمایی شخصیت‌ها را تحسین کرد.
منتقدان طراحی صدا را تحسین کردند. گلدشتاین از آی‌جی‌ان اجرای بازیگران و استفاده از موسیقی مجوز دار را ستود. کالورت از گیم اسپات و والتر از گیمزریدار نیز موسیقی را تحسین کردند؛ والتر، طنز ایستگاه‌های گفتگوی رادیویی را پسندید. مایکل پینسون از د پرو آدیو فایلز ویژگی‌های مجزای صدای بازی - از جمله محیط شهر، موسیقی دارای مجوز، دیالوگ شخصیت‌ها و جلوه‌های صوتی وسایل نقلیه و سلاح‌ها - را تحسین کرد و از توانایی سازنده در هماهنگ کردن آنها با یکدیگر تمجید نمود. کارولین گودموندسون از گیمزریدار نیز پس از انتشار بازی از موسیقی متن تمجید کرد و از مناسب بودن آن با محیط بازی سخن گفت.
حالت چند نفره آنلاین بازی با واکنش‌های مثبت منتقدان روبرو شد. راینر از گیم اینفورمر سفارشی‌سازی کاراکترهای موجود در حالت چندنفره را ستایش کرد و اشاره کرد که این بازی «به همان نرمی» بازی تک‌نفره اجرا می‌شود. بویر از وان‌آپ دات کام حالت‌های چند نفره را «عالی» عنوان کرد، و گلدشتاین از آی‌جی‌ان آن را یکی از بهترین‌ها نامید. هیکس از مجلهٔ رسمی ایکس باکس، بازی چند نفره را «بسیار سرگرم‌کننده» نام برد، و والتر از گیمزریدار فرایند بدون پیچیدگی ورود به یک بازی چندنفره را تحسین کرد. گرستمن از جاینت بامب و کاستانتینو از گیم‌رولوشن در مورد حالت چند نفره اختلاف نظر داشتند، کاستانتینو آن را «ایده ای خارق‌العاده» نامید، اما از مشکلات اتصال آن به عنوان یک تجربه «ناامید کننده» یاد کرد.

### نسخهٔ ویندوز
| گردآورنده | امتیاز |
| --------- | ------ |
| متاکریتیک | ۹۰/۱۰۰ |

| ناشر           | امتیاز  |
| -------------- | ------- |
| وان‌آپ.کام      | B       |
| سی‌وی‌جی         | ۹٫۴/۱۰  |
| یوروگیمر       | ۹/۱۰    |
| گیم‌اسپات       | ۹/۱۰    |
| گیم‌اسپای       | [ ۱۳۰ ] |
| آی‌جی‌ان         | ۹٫۲/۱۰  |
| VideoGamer.com | ۱۰/۱۰   |

هنگامی که جی‌تی‌اِی آی‌وی در دسامبر ۲۰۰۸ برای ویندوز منتشر شد، بازخوردهای عموماً مثبتی را دریافت کرد. متاکریتیک بر اساس ۴۰ بررسی، میانگین امتیاز ۹۰ از ۱۰۰ را محاسبه کرد که نشان دهنده «تحسین عمومی» بازی است. منتقدان جلوه‌های بصری بهبودیافته، و ویژگی‌های اضافی را ستایش کردند، اما پورت را به دلیل کیفیت پایین‌تر آن نسبت به نسخه‌های کنسول مورد انتقاد قرار دادند.
ویژگی‌های درون بازی اضافه شده در پورت با استقبال خوبی مواجه شد. اضافه شدن ویرایشگر ویدیو با واکنش‌های مثبتی رو به رو بود. کالورت از گیم اسپات آن را «یک راه عالی برای خلاق بودن» نامید، در حالی که کیرون گیلن از یوروگیمر از غیرقابل پیش‌بینی بودن زمان‌بندی آن انتقاد کرد.  منتقدان همچنین اضافه شدن ایستگاه رادیویی قابل تنظیم را تحسین کردند که به بازیکنان اجازه می‌دهد به موسیقی انتخابی خود گوش دهند. تام چیک از وان آپ دات کام آن را بهترین ویژگی پورت عنوان کرد. ارتقای پورت به بازی همزمان ۳۲ بازیکن در حالت چند نفره آنلاین، در مقابل ۱۶ بازیکن نسخه کنسولی، با بازخوردهای مثبتی نیز مواجه شد. گیلن از یوروگیمر گفت که "امکان هرج و مرج… افزایش می‌یابد»، و ویل تاتل از گیم‌اسپای معتقد بود که افزایش بازیکن «نحوه انجام بازی را به طور قابل توجهی تغییر می‌دهد».
بسیاری از بررسی‌کنندگان جلوه‌های بصری بهبودیافته را تحسین کردند. هاپر از گیم‌زون اظهار کرد که جلوه‌های بصری نسبت به نسخه‌های اصلی بهبود یافته است. اندی رابینسون از کامپیوتر اند ویدئو گیمز، این جلوه‌ها را «چشم‌گیر» عنوان کرد و تام آوری از ویدئوگیمر دات کام آنها را «فوق‌العاده» نامید. در مقابل، اجرای تنظیمات گرافیکی بهبودیافته نسخهٔ پورت برای مشخصات سخت‌افزاری ویندوز، دشوار و سنگین تلقی شد، و مورد انتقاد قرار گرفت. گیلن از یوروگیمر اظهار کرد، اگرچه نسخه ویندوز «جذاب‌ترین نسخه» است اما شاید برای پنج سال دیگر بتواند بهترین تجسم بصری از لیبرتی سیتی را به تصویر بکشد. تاتل از گیم‌اسپای به‌دلیل امکانات و ویژگی‌های دیگر بازی، از نقد کردن سخت‌افزارهای مورد نیازِ سنگین آن صرف نظر کرد.

### جوایز

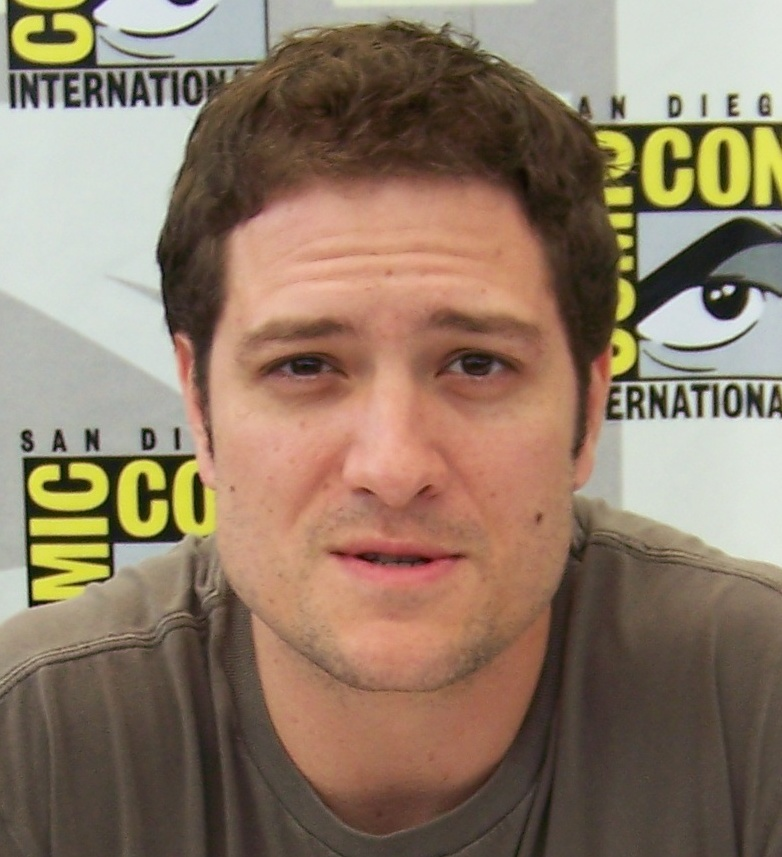
مایکل هالیک برای نقش نیکو بلیک در جوایز بازی‌های ویدئویی اسپایک، برنده جایزه شد.

جی‌تی‌اِی آی‌وی جوایز متعددی را از منتقدان و نشریات به دست آورد. جوایز بهترین بازی سال را از دیجیتال اسپای، انجمن بازرگانان سرگرمی، گیم‌تریلرز، جاینت بامب، آی‌جی‌ان استرالیا، کوتاکو، لس آنجلس تایمز، نیویورک تایمز، و تایم دریافت کرد. در جوایز بازی‌های ویدئویی اسپایک، این بازی برنده بهترین بازی سال و بهترین بازی اکشن ماجراجویی شد و مایکل هالیک برای نقش نیکو به عنوان بهترین اجراکننده مرد انتخاب شد. سال بعد، حکایت گی تونی برنده بهترین دی‌ال‌سی از جوایز اسپایک شد.
این بازی نامزدی سه جایزه از جمله بهترین بازی سال در نهمین دوره جوایز انتخاب توسعه دهندگان بازی، چهار نامزدی در دوازدهمین دوره جوایز دی.آی.سی.ای. و هفت نامزدی در پنجمین دوره جوایز بازی بفتا که مشترکا با ندای وظیفه ۴: جنگاوری نوین، بیشترین نامزدی را داشت کسب کرد. در بهترین‌های آی‌جی‌ان ۲۰۰۸، یازده جایزه، از جمله بهترین صداپیشگی در هر سه پلتفرم و جایزه بهترین داستان برای پلی استیشن ۳ و ایکس باکس ۳۶۰ را به دست آورد. همچنین در جوایز برگزیده نوجوانان ۲۰۰۹، برای انتخاب بازی ویدیویی نامزد شد.
| جایزه                          | تاریخ          | بخش                                | نامزد(ها) و دریافت کننده‌(ها)         | نتیجه    | م       |
| ------------------------------ | -------------- | ---------------------------------- | ------------------------------------ | -------- | ------- |
| جوایز بازی بفتا                | ۱۰ مارس ۲۰۰۹   | بهترین بازی                        | اتومبیل‌دزدی بزرگ ۴                   | نامزدشده | [ ۱۴۷ ] |
| جوایز بازی بفتا                | ۱۰ مارس ۲۰۰۹   | اکشن و ماجراجویی                   | اتومبیل‌دزدی بزرگ ۴                   | نامزدشده | [ ۱۴۷ ] |
| جوایز بازی بفتا                | ۱۰ مارس ۲۰۰۹   | داستان و شخصیت                     | دن هوسر، روپرت هامفریز               | نامزدشده | [ ۱۴۷ ] |
| جوایز بازی بفتا                | ۱۰ مارس ۲۰۰۹   | دستاورد فنی                        | اتومبیل‌دزدی بزرگ ۴                   | نامزدشده | [ ۱۴۷ ] |
| جوایز بازی بفتا                | ۱۰ مارس ۲۰۰۹   | گیم پلی                            | اتومبیل‌دزدی بزرگ ۴                   | نامزدشده | [ ۱۴۷ ] |
| جوایز بازی بفتا                | ۱۰ مارس ۲۰۰۹   | استفاده از صدا                     | اتومبیل‌دزدی بزرگ ۴                   | نامزدشده | [ ۱۴۷ ] |
| جوایز بازی بفتا                | ۱۰ مارس ۲۰۰۹   | جایزه GAME سال ۲۰۰۸                | اتومبیل‌دزدی بزرگ ۴                   | نامزدشده | [ ۱۴۷ ] |
| جوایز انتخاب توسعه‌دهندگان بازی | ۲۶ مارس ۲۰۰۹   | بازی سال                           | اتومبیل‌دزدی بزرگ ۴                   | نامزدشده | [ ۱۴۵ ] |
| جوایز انتخاب توسعه‌دهندگان بازی | ۲۶ مارس ۲۰۰۹   | بهترین تکنولوژی                    | اتومبیل‌دزدی بزرگ ۴                   | نامزدشده | [ ۱۴۵ ] |
| جوایز انتخاب توسعه‌دهندگان بازی | ۲۶ مارس ۲۰۰۹   | بهترین نویسندگی                    | اتومبیل‌دزدی بزرگ ۴                   | نامزدشده | [ ۱۴۵ ] |
| جوایز دی.آی.سی.ای.             | ۱۹ فوریه ۲۰۰۹  | مجموعا بهترین بازی سال             | اتومبیل‌دزدی بزرگ ۴                   | نامزدشده | [ ۱۴۶ ] |
| جوایز دی.آی.سی.ای.             | ۱۹ فوریه ۲۰۰۹  | بازی کنسول سال                     | اتومبیل‌دزدی بزرگ ۴                   | نامزدشده | [ ۱۴۶ ] |
| جوایز دی.آی.سی.ای.             | ۱۹ فوریه ۲۰۰۹  | بازی اکشن سال                      | اتومبیل‌دزدی بزرگ ۴                   | نامزدشده | [ ۱۴۶ ] |
| جوایز دی.آی.سی.ای.             | ۱۹ فوریه ۲۰۰۹  | دستاورد برجسته در داستانی اورجینال | اتومبیل‌دزدی بزرگ ۴                   | نامزدشده | [ ۱۴۶ ] |
| جوایز بازی‌های ویدئویی اسپایک   | ۱۴ دسامبر ۲۰۰۸ | بازی سال                           | اتومبیل‌دزدی بزرگ ۴                   | برنده    | [ ۱۳۴ ] |
| جوایز بازی‌های ویدئویی اسپایک   | ۱۴ دسامبر ۲۰۰۸ | بهترین بازی اکشن ماجراجویی         | اتومبیل‌دزدی بزرگ ۴                   | برنده    | [ ۱۳۴ ] |
| جوایز بازی‌های ویدئویی اسپایک   | ۱۴ دسامبر ۲۰۰۸ | بهترین اجراکننده مرد               | مایکل هالیک در نقش نیکو بلیک         | برنده    | [ ۱۳۴ ] |
| جوایز بازی‌های ویدئویی اسپایک   | ۱۴ دسامبر ۲۰۰۸ | بهترین اجراکننده مرد               | جیسون زوموالت در نقش رومن بلیک       | نامزدشده | [ ۱۵۵ ] |
| جوایز بازی‌های ویدئویی اسپایک   | ۱۴ دسامبر ۲۰۰۸ | استودیو سال                        | راک‌استار نورث                        | نامزدشده | [ ۱۵۵ ] |
| جوایز بازی‌های ویدئویی اسپایک   | ۱۴ دسامبر ۲۰۰۸ | بهترین موسیقی متن                  | اتومبیل‌دزدی بزرگ ۴                   | نامزدشده | [ ۱۵۵ ] |
| جوایز بازی‌های ویدئویی اسپایک   | ۱۴ دسامبر ۲۰۰۸ | بهترین بازی ایکس باکس ۳۶۰          | اتومبیل‌دزدی بزرگ ۴                   | نامزدشده | [ ۱۵۵ ] |
| جوایز بازی‌های ویدئویی اسپایک   | ۱۴ دسامبر ۲۰۰۸ | بهترین بازی پلی‌استیشن ۳            | اتومبیل‌دزدی بزرگ ۴                   | نامزدشده | [ ۱۵۵ ] |
| جوایز بازی‌های ویدئویی اسپایک   | ۱۴ دسامبر ۲۰۰۸ | نامی برجسته در یک بازی مردانه      | ریکی جرویز در نقش خودش               | نامزدشده | [ ۱۵۵ ] |
| جوایز بازی‌های ویدئویی اسپایک   | ۱۲ دسامبر ۲۰۰۹ | بهترین دی‌ال‌سی                      | اتومبیل‌دزدی بزرگ ۴: حکایت گی تونی    | برنده    | [ ۱۴۴ ] |
| جوایز بازی‌های ویدئویی اسپایک   | ۱۲ دسامبر ۲۰۰۹ | بهترین دی‌ال‌سی                      | اتومبیل‌دزدی بزرگ ۴: گمشده و نفرین‌شده | نامزدشده | [ ۱۴۴ ] |
| جوایز برگزیده نوجوانان         | ۹ اوت ۲۰۰۹     | انتخاب بازی ویدیویی                | اتومبیل‌دزدی بزرگ ۴                   | نامزدشده | [ ۱۵۴ ] |

## فروش
جی‌تی‌اِی آی‌وی در بیست و چهار ساعت اول انتشار خود، بیش از ۳٫۶ میلیون نسخه فروخت که معادل تقریباً ۳۱۰ میلیون دلار درآمد بود و در عرض یک هفته، بیش از ۵۰۰ میلیون دلار درآمد در سراسر جهان به دست آورد که معادل تقریباً ۶ میلیون نسخه فروخته شده برای تیک-۲ است. این اعداد فراتر از انتظارات تحلیلگران برای این بازی بود. پس از یک ماه در دسترس بودن، بازی بیش از ۸٫۵ میلیون نسخه فروخته بود. این بازی در ۱۳ مه ۲۰۰۸ سه رکورد جهانی گینس را شکست: بالاترین درآمد یک بازی ویدئویی در ۲۴ ساعت، بالاترین درآمد به دست آمده از یک محصول سرگرمی در ۲۴ ساعت، و سریع‌ترین فروش یک بازی ویدئویی در ۲۴ ساعت اول انتشار. در ۱۱ مارس ۲۰۱۱، تیک-۲ اعلام کرد که بازی بیش از ۲۰ میلیون نسخه فروخته است و فروش کل مجموعه اتومبیل‌دزدی بزرگ از ۱۰۰ میلیون نسخه فراتر رفته است. تا ژوئیه ۲۰۱۳، این بازی بیش از ۲۵ میلیون نسخه فروش رفت که آن را به یکی از پرفروش‌ترین بازی‌های ویدئویی و یکی از پرفروش‌ترین بازی‌های پلی‌استیشن ۳ و ایکس‌باکس ۳۶۰ تبدیل کرده است. تمام رکوردهای فروش ثبت شده برای اتومبیل‌دزدی بزرگ ۴ با انتشار بازی بعدی، اتومبیل‌دزدی بزرگ ۵، شکسته شد.
در بریتانیا، این بازی با فروش بیش از ۶۳۱۰۰۰ نسخه در بیست و چهار ساعت اول به پرفروش‌ترین بازی تاریخ تبدیل شد، که رکورد اتومبیل‌دزدی بزرگ: سن آندریاس را با ۵۰۱۰۰۰ نسخه در مدت مشابه شکست. در پنج روز اول عرضه خود، بازی بیش از ۹۲۷۰۰۰ نسخه در بریتانیا فروخت. در ایالات متحده، جی‌تی‌اِی آی‌وی در پنج روز اول ۲٫۸۵ میلیون نسخه فروخت. تا پایان سال ۲۰۰۸، این بازی بیش از ۵٫۱۸ میلیون واحد در ایالات متحده فروخته بود. همچنین طبق گزارشی در چهار روز اول انتشار در ژاپن، ۱۳۳۰۰۰ نسخه برای پلی استیشن ۳ و ۳۴۰۰۰ نسخه برای ایکس‌باکس ۳۶۰ فروخته شد.
ورژن ویندوز در هفته اول انتشار، در رتبه هفتم جدول هفتگی فروش بازی‌ها قرار گرفت؛ در هفته دوم، از ۱۰ رتبه برتر خارج شد. این بازی بر اساس تعداد کاربران یونیک در گیمز فور ویندوز لایو در سال‌های ۲۰۰۹ و ۲۰۱۲، بیشترین عنوان بازی شده در این پلتفرم بود.

## جنجال‌ها
جی‌تی‌اِی آی‌وی قبل از انتشار و پس از آن با جنجال‌های زیادی روبرو بود. به تصویر کشیدن خشونت در بازی، نظرات گسترده‌ای از سوی روزنامه نگاران و مقامات دولتی داشت و گاهی به عنوان «شبیه‌ساز قتل» از آن یاد می‌شد. قابلیت رانندگی در حالت مستی در بازی مورد انتقاد قرار گرفت و منجر به درخواست از ای‌اس‌آربی شد تا رده‌بندی سنی بازی را تغییر دهد. از طرفی، برخی از ویژگی‌های گیم‌پلی برای نسخه‌های استرالیایی و نیوزلندی بازی سانسور شدند، اگرچه این سانسورها بعداً حذف گردیدند. برخی از جنایات و تخلفات افراد در دنیای واقعی، مانند قتل و خشونت جنسی، به تجربیات آنها در این بازی نسبت داده شد و جنجال‌های بیشتری را ایجاد کرد. جک تامپسون، یک وکیل ممنوع الوکاله، که به خاطر کمپین‌هایش علیه این مجموعه شناخته می‌شود، قبل از انتشار جی‌تی‌اِی آی‌وی به شدت از آن انتقاد و از تیک-۲ اینتراکتیو شکایت و تهدید کرد در صورت حذف نشدن برخی از ویژگی‌های گیم‌پلی، از توزیع بازی جلوگیری خواهد کرد. این بازی همچنین شکایت‌های بیشتری از سوی مقامات و سازمان‌های شهری داشت.

## میراث
جی‌تی‌اِی آی‌وی با استفاده از موتور انیمیشن ایفوریا، امکان حرکات و تعاملات واقعی شخصیت‌ها را فراهم کرد که در آن زمان پیشگامانه بود. توجه به جزئیات در محیط بازی، انیمیشن‌های شخصیت‌ها و فیزیک آنها، استاندارد جدیدی را برای بازی‌های جهان باز تعیین کرد. با این حال این ویژگی - انیمیشن‌های واقعی و غیرقابل پیش‌بینی شخصیت‌ها - در سال‌های پس از انتشار بازی در سال ۲۰۰۸ مورد استقبال قرار نگرفت و بازی‌ها و استودیوهای دیگر از فناوری‌های مشابه مانند ایفوریا که پروژه پرهزینه‌ای بود، به همان میزان استفاده نکردند. ریچارد کابت از پی‌سی گیمر، میراث «جی‌تی‌اِی آی‌وی» را در تصویر پیشگامانه آن از یک شهر زنده و در حال تنفس توصیف می‌کند. لیبرتی سیتی با عناصر پویا مانند سالن‌های بولینگ، کلوپ‌های کمدی، و اینترنت فیک، زنده و غوطه‌ور است. این سطح از جزئیات و واقع گرایی استاندارد جدیدی را برای بازی‌های جهان باز ایجاد می‌کند. دنیای ساخت و جو بازی تأثیری ماندگار بر صنعت داشت و بازی‌های آینده و جامعه مودینگ را تحت تأثیر قرار داد. میکل ریپاراز از گیمزریدار، به تصویر واقعی لیبرتی سیتی، داستان سرایی، توسعه شخصیت و فیزیک درون بازی، محیط دقیق، مأموریت‌های پیچیده و استفاده نوآورانه از فناوری درون بازی، مانند تلفن همراه و اینترنت را به عنوان «چیزهایی که قبلاً در هیچ بازی انجام نداده» اشاره می‌کند. همچنین جی‌تی‌اِی آی‌وی بر توسعه ابزارهای تجزیه و تحلیل عملکرد بازی‌های کنسولی نیز تأثیر گذاشت و تکنیک‌هایی مانند شمارش پیکسل، تحلیل نرخ فریم و ویدیوهای تایم لپس مورد بررسی قرار گرفت.
به تصویر کشیدن مبارزه نیکو بلیک با رویای آمریکایی در بازی، همراه با فیزیک واقع گرایانه و داستان سرایی همه‌جانبه آن، تجربه ای منحصر به فرد و تأثیرگذار را ایجاد کرد. داستان جداگانه بلیک و دو شخصیت اصلی بسته‌های الحاقی در مجموع لیبرتی سیتی را به شکلی نشان داد که هر کس در آنجا داستانی دارد. احتمالاً این تصویرسازی نسبتاً عمیق، بذر ایده سه شخصیت قابل بازی در جی‌تی‌اِی وی را کاشت. با این حال از بسیاری از جهات، میراث این بازی در فرنچایز «بیگانه» باقی می‌ماند. جی‌تی‌اِی وی با بازگشت به یک داستان اکشن ماجراجویی متعارف‌تر و جابجایی بین سه شخصیت اصلی (فرانکلین، مایکل و ترور) که به راحتی آدم می‌کشند و فاقد وجدان اخلاقی نیکو بلیک هستند، تبدیل به یکی از پرفروش‌ترین بازی‌های تمام دوران شد. این بدان معناست که بعید به نظر می‌رسد خط داستانی تاریک‌تر و مخاطره‌آمیزتری مانند داستان بلیک تکرار شود. بااینکه از بسته‌های الحاقی بازی به عنوان یکی از بهترین دی‌ال‌سی‌هایی که تا به حال تولید شده‌اند استقبال شد، اما برای بازی بعدی، جی‌تی‌اِی وی، هیچ دی‌ال‌سی ساخته نشد. راک‌استار از داستان سرایی و پیچیدگی گیم پلی این بازی، در بازی رد دد ریدمپشن (۲۰۱۰) نیز بهره برد. شباهت‌های آشکاری بین نیکو بلیک و جان مارستون وجود دارد: هیچ‌کدام نمی‌توانند واقعاً از زندگی قدیمی خود در آمریکا فرار کنند.
معرفی ویژگی بازی چند نفره از نقاط برجسته برای این بازی و مجموعه اتومبیل‌دزدی بزرگ بود؛ در نسخه کنسول ویژگی به نام «حالت آزاد» به ۱۶ بازیکن اجازه می‌دهد تا آزادانه همان نقشه را که در حالت تک نفره در اختیار دارند، کاوش کنند، که این منجر به افزایش هیجان بازی می‌شود. امکان تماس با سایر بازیکنان با استفاده از تلفن همراه درون بازی وجود دارد. جی‌تی‌اِی آی‌وی زمینه را برای راه‌انداری این تجربه به صورت گسترده‌تر و موفق‌تر در اتومبیل‌دزدی بزرگ آنلاین و جی‌تی‌اِی وی فراهم کرد، به طوری که بخش چند نفره جی‌تی‌اِی وی تا به امروز بیش از صدها میلیون دلار برای راک‌استار درآمد کسب کرده است.
به عقیده بسیاری از طرفداران و منتقدان از این بازی به عنوان یکی از بهترین بازی‌های ویدیویی تمام دوران یاد می‌شود. از جمله این موارد، در ژوئن ۲۰۱۴، این بازی با رای کاربران سایت آی‌جی‌ان در فهرستی با عنوان «بازی‌های یک نسل: ۱۰۰ بازی برتر شما» و در مه ۲۰۲۳ به انتخاب مجله جی‌کیو، در فهرست «۱۰۰ بازی ویدئویی برتر تمام دوران» قرار گرفت.
راک‌استار پس از دریافت بازخورد منفی و شکست پروژه اتومبیل‌دزدی بزرگ: سه‌گانه و جهت تمرکز بیشتر در توسعه اتومبیل‌دزدی بزرگ ۶، در حال حاضر هرگونه برنامه برای بازسازی اتومبیل‌دزدی بزرگ ۴ و  رد دد ریدمپشن را کنار گذاشته است.

### در دیگر بازی‌ها
- کاراکتر مایکل از پروتاگونیست‌های بازی در اتومبیل‌دزدی بزرگ ۵، دیالوگ «!Daddy's back, bitches» را گاهی هنگام ورود به خانه‌اش تکرار می‌کند که شباهت زیادی به اولین دیالوگ کات‌سین ابتدایی جی‌تی‌اِی آی‌وی دارد.[۲۰۸]
- در یکی از ماموریت‌های فرعی در بازی مرد عنکبوتی (۲۰۱۸)، ارجاعاتی به شخصیت‌های جی‌تی‌اِی آی‌وی از جمله نیکو و رومن وجود دارد.[۲۰۹][۲۱۰]